# Volkstelling te Bethlehem
Volkstelling te Bethlehem is een olieverfschilderij van de Brabantse kunstschilder Pieter Bruegel de Oude geschilderd in 1566, olieverf op paneel. Het toont een winterlandschap met een tafereel voorstellende de volkstelling te Bethlehem ten tijde van de geboorte van Jezus-Christus, maar in feite gesitueerd in een middeleeuws dorp ergens in Brabant. Het werk behoort sinds 1902 tot de collectie van de Koninklijke Musea voor Schone Kunsten van België te Brussel. De zoon van de kunstenaar, Pieter Brueghel de Jonge, maakte vanuit zijn atelier minimaal dertien kopieën van het werk.

## Thema
De Volkstelling van Bethlehem refereert aan een Bijbels thema (Lukas, 2.1), maar is gesitueerd in de middeleeuwen, in een Brabants dorp, gelegen in een weids en besneeuwd landschap. Het loopt tegen de avond, de zon gaat onder en de schaduwen worden lang. De mensen zijn nog steeds buiten, zoals het sociale leven in een middeleeuws dorp, met de krappe, donkere huizen, zich eigenlijk altijd buiten afspeelde, zelfs in de winter. De verbinding met het verhaal van de volkstelling te Bethlehem wordt allereerst gelegd door de titel. Pas na goed kijken zien we tussen de besneeuwde karren in het midden Jozef, die richting de drukke herberg wijst. Achter hem zit Maria op een ezel, met daarnaast een os. Bruegel kent Jozef en Maria nadrukkelijk en geheel afwijkend van wat in die tijd gebruikelijk was, geen centrale plaats toe. Ze bewegen zich (hoewel een ietsje groter weergegeven) onopvallend te midden van het alledaagse leven, waarmee de kunstenaar als het ware het vergankelijke verbindt met het eeuwige. Het verhulde karakter van de hoofdpersonen heeft mogelijk ook te maken met de tijd waarin het werk werd geschilderd, in 1566, het jaar van de Beeldenstorm, een periode waarin de katholieken zich vaak gedwongen voelden hun geloof in het verborgene te belijden.

## Afbeelding

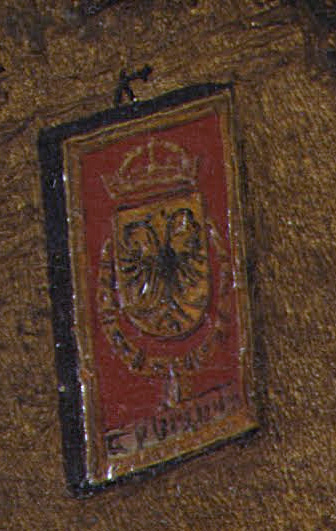
Schild met de dubbele adelaar

Alle delen van het schilderij tonen een drukte van belang. De kijker komt ogen tekort. Linksonder scharen mensen zich rond een belastinginner bij een tafel bij een herberg, herkenbaar aan twee groene kransen en een kruik aan de gevel. Ook zien we tegen de muur een wapenschild met de tweekoppige Habsburgse adelaar, die refereert aan de heerschappij van Filips II. Vooraan vangt een vrouw het bloed op van een net geslacht varken. Rechts lopen een man en vrouw over het ijs, waar verder diverse kinderen spelen met sledes en tollen. Ook op het middenpaneel en op de achtergrond krioelen talloze figuurtjes, verwikkeld in allerhande activiteiten en spellen, zoals sneeuwballengevechten. Bij een holle boom met een uithangbord waarop een zwaan staat wordt gedronken. Mensen warmen zich er aan een vuurtje. Geheel rechts, bij een huis, bijna verborgen, staan enkele geharnaste Spaanse soldaten. Daarachter zien we de ruïnes van een kasteel, het einde van de feodale tijd symboliserend, terwijl daarvoor een huis wordt gebouwd. Opvallend is het kleine alleenstaande huisje rechts van het midden, waar vrijwel alle andere huizen aaneengeschakeld zijn. Het heeft een omgekeerde mand zonder bodem als schoorsteen en een groentetuintje, waarin iemand met een platte hoed aan het werken is. Mogelijk is het een pestlijder. Het kerkje linksachter benadrukt eens te meer dat het tafereel gesitueerd is in de middeleeuws tijd, waarin Bruegel het verhaal van de volkstelling verwerkt.

## Volkstelling of betaling van cijnzen aan de heer van Wijnegem

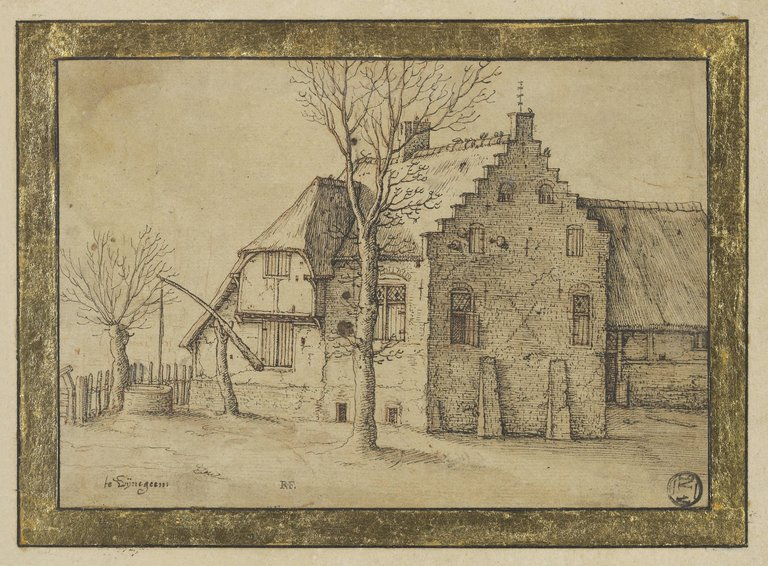
De op het schilderij afgebeelde hoeve komt ook voor op deze 16e-eeuwse tekening uit het Louvre, die haar in Wijnegem situeert.

Eigenlijk werd de titel 'Volkstelling te Betlehem' pas later aan het schilderij gegeven. Raymond Correns, een heemkundige uit Wijnegem, meldde in 2016 de ontdekking dat een van de gebouwen op het schilderij ook op een oude tekening (bewaard in het Louvre) staat die het gebouw situeert in Wijnegem. Daarop bouwden kunsthistorici van de Koninklijke Musea voor Schone Kunsten de stelling dat het schilderij mogelijk in opdracht van Jan Vleminck, heer van Wijnegem, kan gemaakt zijn met als thema het betalen van cijnzen, een soort lokale taks, aan de heer. Als rijke zakenman verschafte Vleminck leningen aan de landvoogdes Margaretha van Parma, halfzus van Filips II, waardoor hij in ruil cijnzen mocht innen van de pachters. Dit werk kan dus evenzeer de glorie van de Heer van Wijnegem verbeelden, waarbij Bruegel aspecten van het thema 'volkstelling te Betlehem' combineerde.

## Compositie
De Volkstelling van Bethlehem is geschilderd vanuit een opvallend hoog standpunt, als vanaf een berg, dat een weids uitzicht biedt. De herberg linksonder dient als eerste blikvanger en ontsluit het tafereel. Vanaf daar loopt een duidelijke diagonale perspectief-as naar de kasteelruïne rechtsboven. Een andere perspectieflijn loopt vanaf het kerkje linksboven via een stroom mensen over het ijs naar rechts-beneden. Het evenwicht wordt echter verstoord door een beweging vanaf het midden weer terug naar de herberg links, een maniëristisch principe dat Bruegel vaker gebruikte. De bomen in het schilderij versterken de diagonalen, maar vormen tegelijkertijd een horizontale as, eveneens en in dezelfde geest als tegenwicht.
Perspectivisch is zeker niet alles kloppend, terwijl veel figuurtjes een beetje onnatuurlijk in het werk geposteerd zijn. Naar hedendaagse begrippen kan het werk dan ook nauwelijks realistisch worden genoemd, hoewel het door de kunstenaar waarschijnlijk wel zo bedoeld is.

## Details

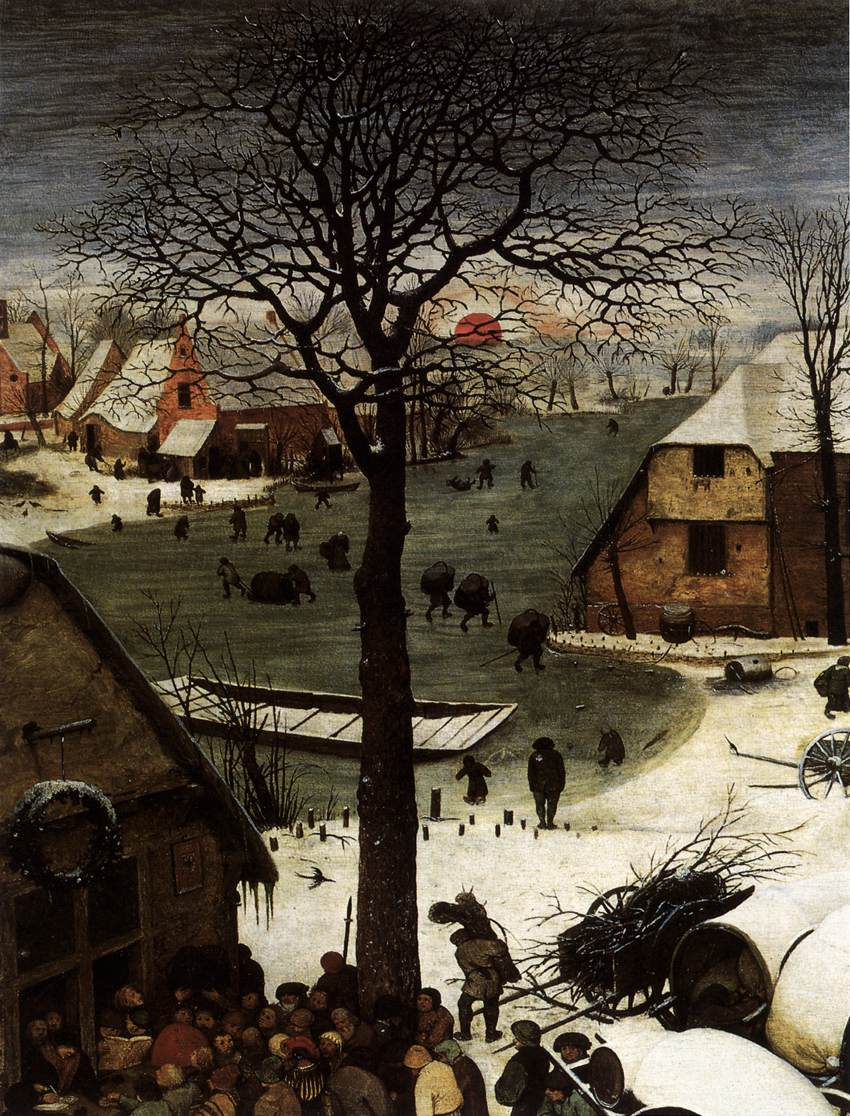
Ondergaande zon achter de boom
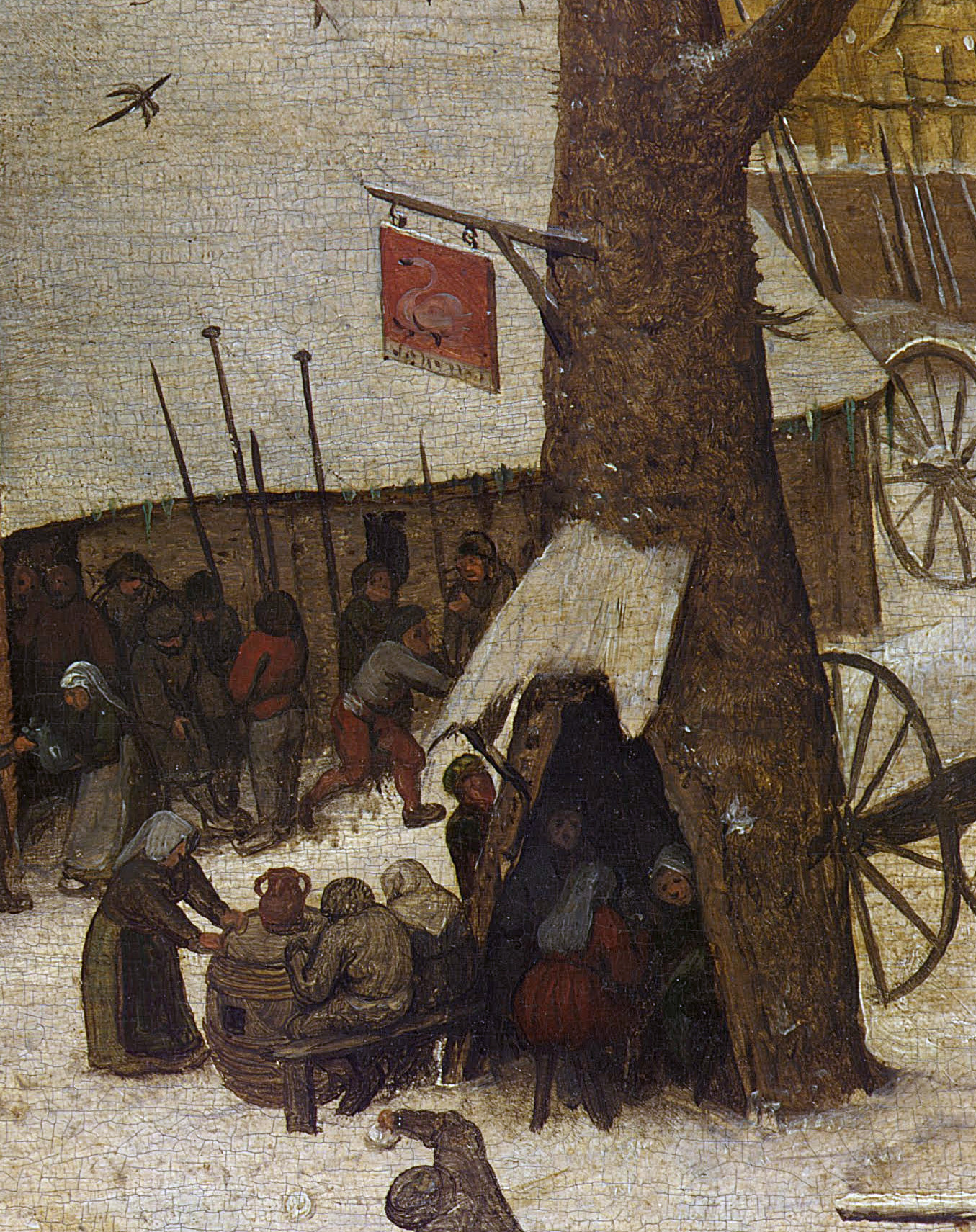
Drinkgelag bij de holle boom
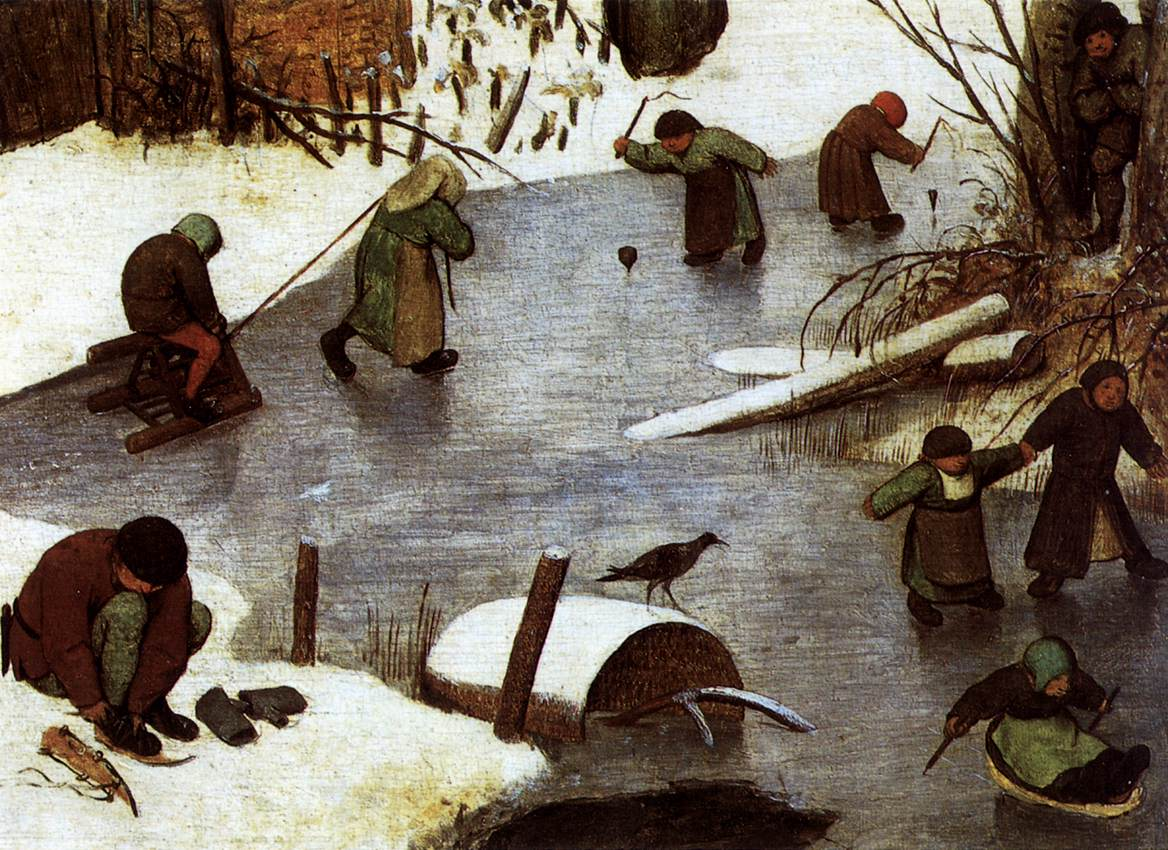
Spelende kinderen op het ijs
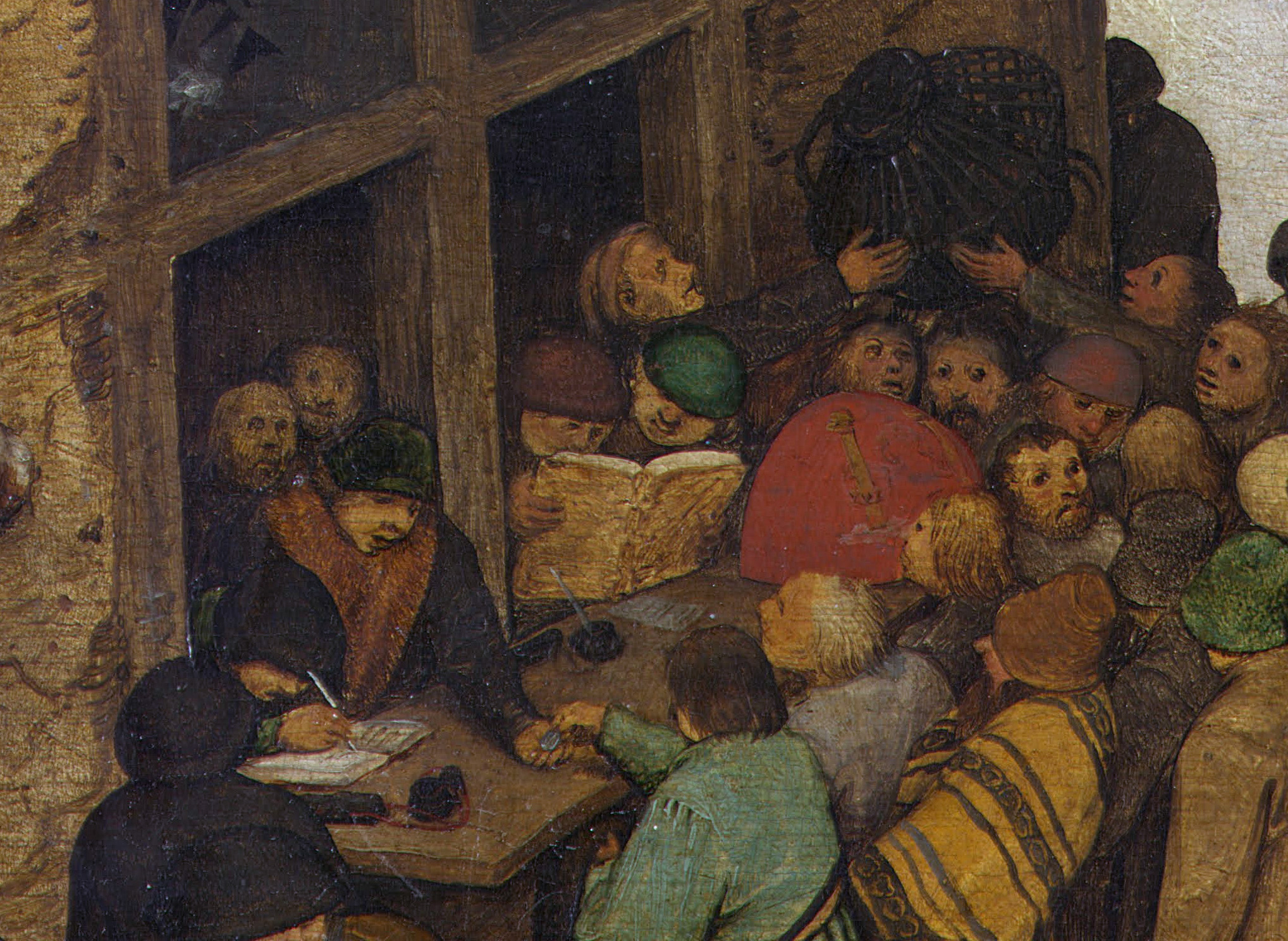
Het innen van de tienden
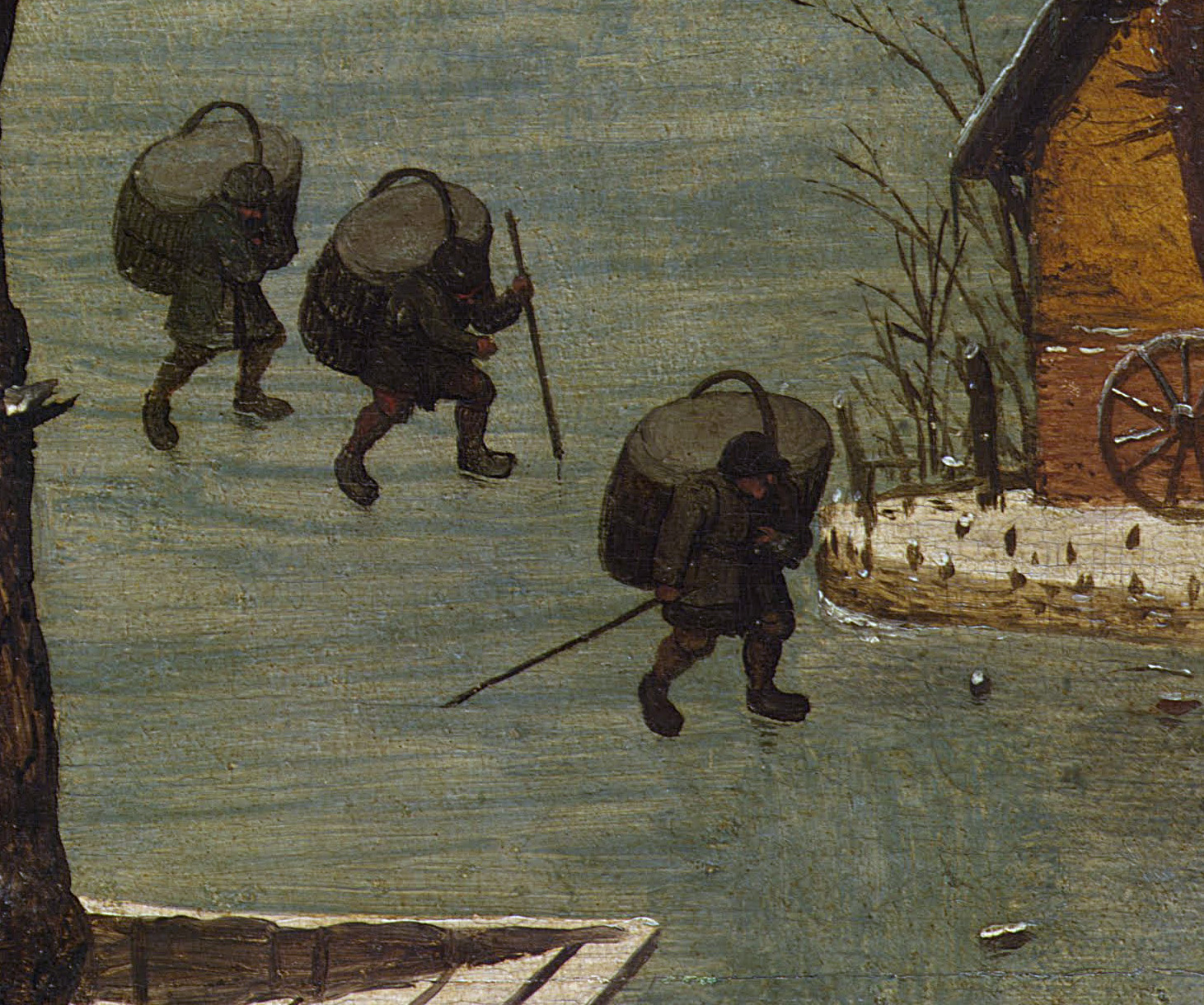
Sjouwers op het ijs
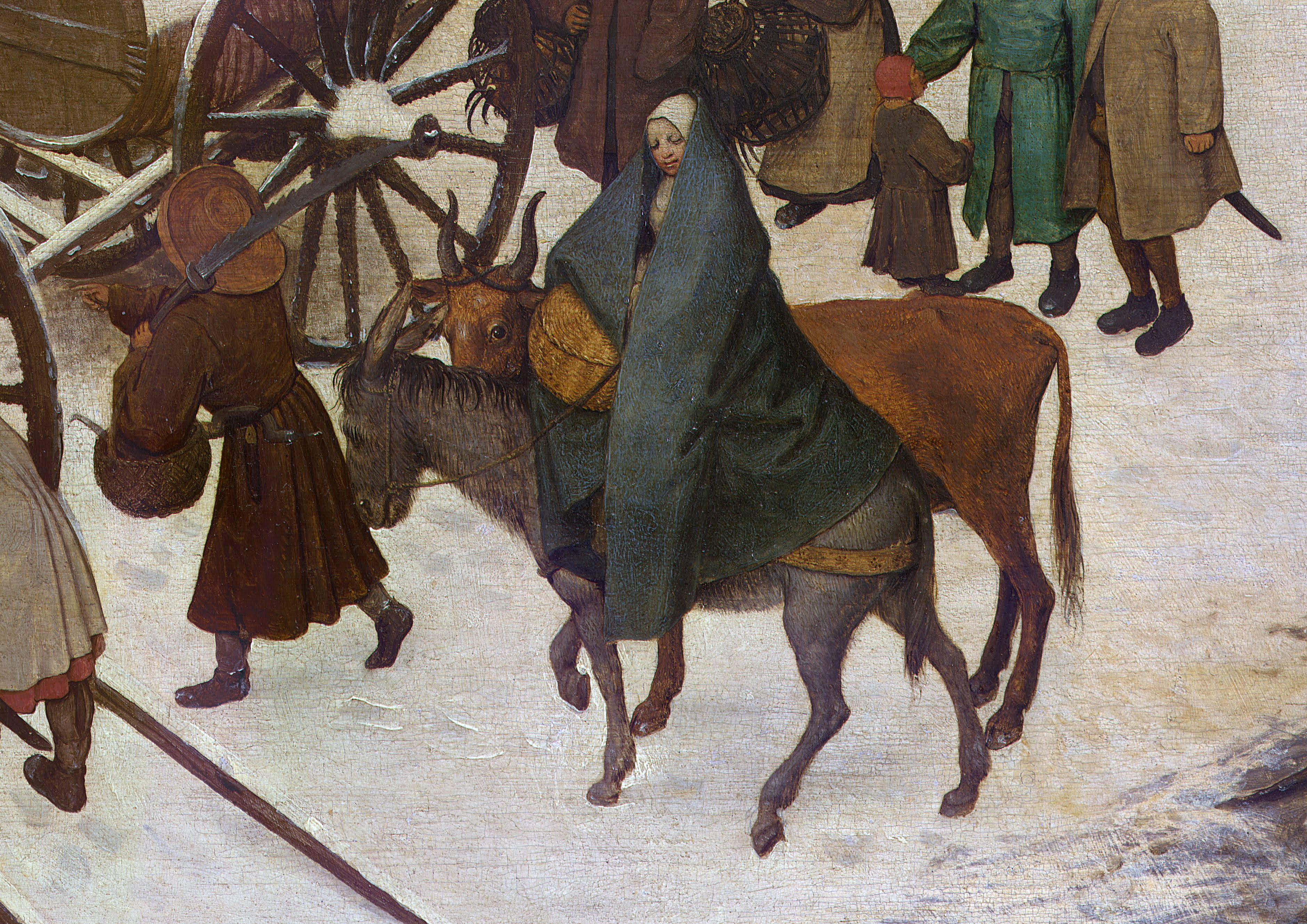
Maria en Jozef
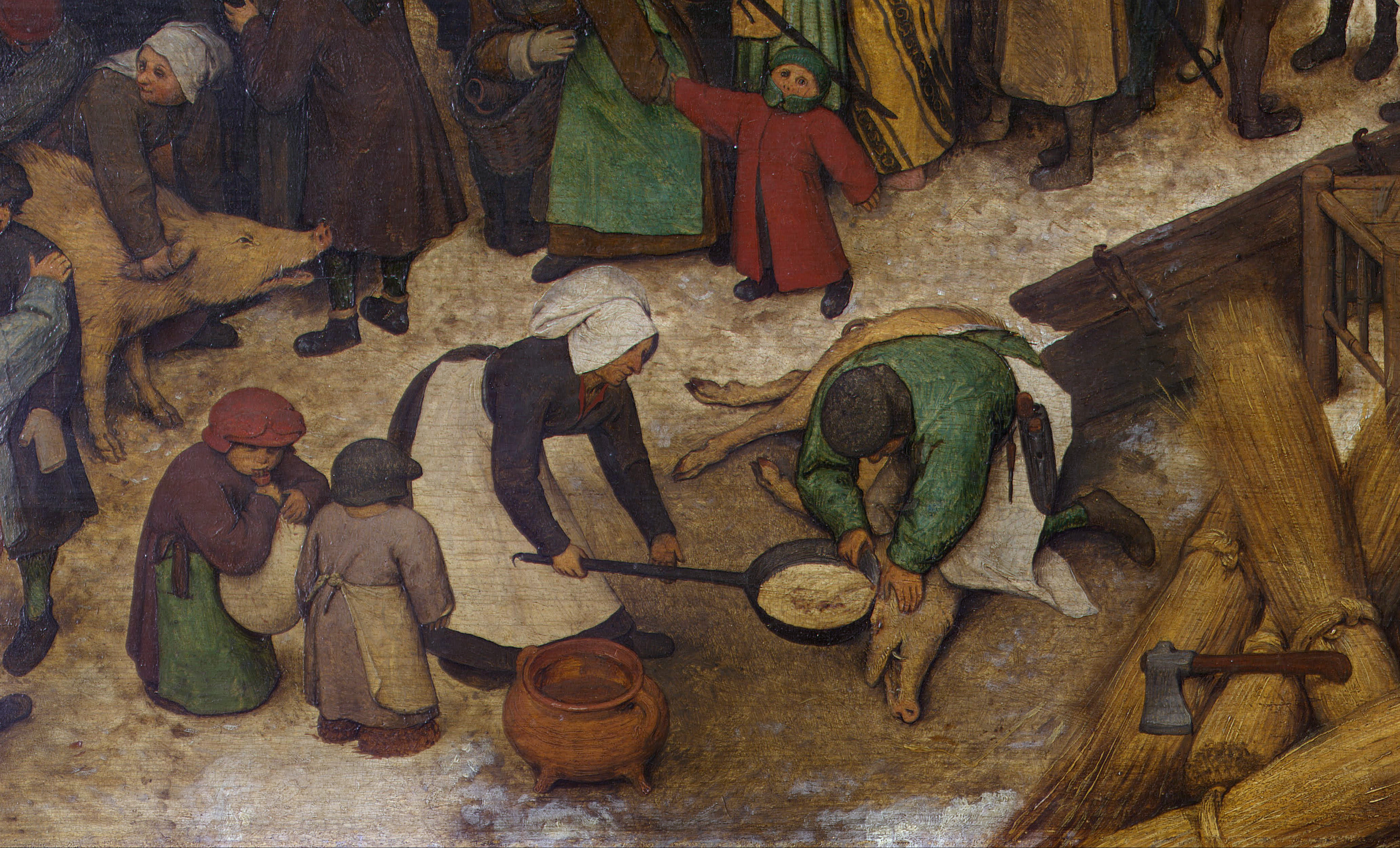
Het geslachte varken
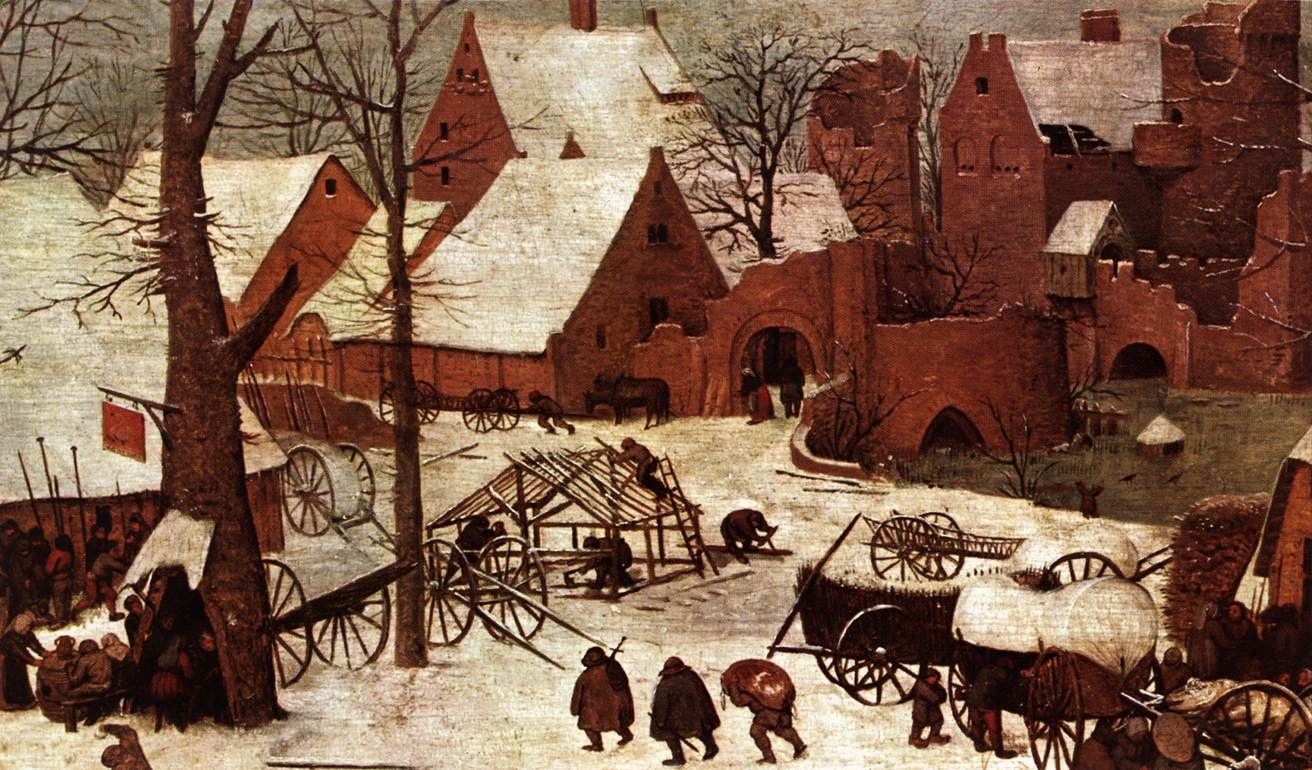
Kasteelruïne

## Kopieën door Pieter Brueghel de Jonge
Pieter Bruegel de Oude had twee zoons, waarvan de oudste, Pieter Brueghel de Jonge geboren werd kort voor de totstandkoming van de Volkstelling te Bethlehem in 1566. Drie jaar later overleed de oude Bruegel. Pieter Brueghel de Jonge werd ook kunstschilder en begon een succesvol eigen atelier met diverse medewerkers. Als origineel kunstenaar was hij minder getalenteerd dan zijn vader, maar hij maakte uiteindelijk vooral naam met kopieën van werken naar de creaties van zijn vader. Het kopiëren van populaire schilderijen was in die tijd overigens een algemeen aanvaarde ambachtelijke activiteit, waarbij de herkenbaarheid prevaleerde boven originaliteit.
In het begin van de zeventiende eeuw maakte Pieter Brueghel de Jonge vanuit zijn atelier minimaal dertien versies van de Volkstelling te Bethlehem, sterk gelijkend op het origineel en met grote precisie uitgewerkt. Des te merkwaardiger is de vaststelling dat de zoon het origineel van zijn vader, dat zich kort na gereedkoming al in een particuliere collectie in het buitenland bevond, waarschijnlijk nooit heeft gezien. Kunsthistorica Christina Currie concludeerde na uitgebreid onderzoek van tien van de kopieën in 2001 dat hij waarschijnlijk gewerkt heeft naar een nauwkeurige voorbereidende tekening die zich in de nalatenschap van zijn vader moet hebben bevonden. Bepaalde kleine afwijkingen worden consequent doorgevoerd.
De kopieën van Pieter Brueghel de Jonge droegen uiteindelijk sterk bij aan de uiteindelijke bekendheid van het werk van zijn vader.

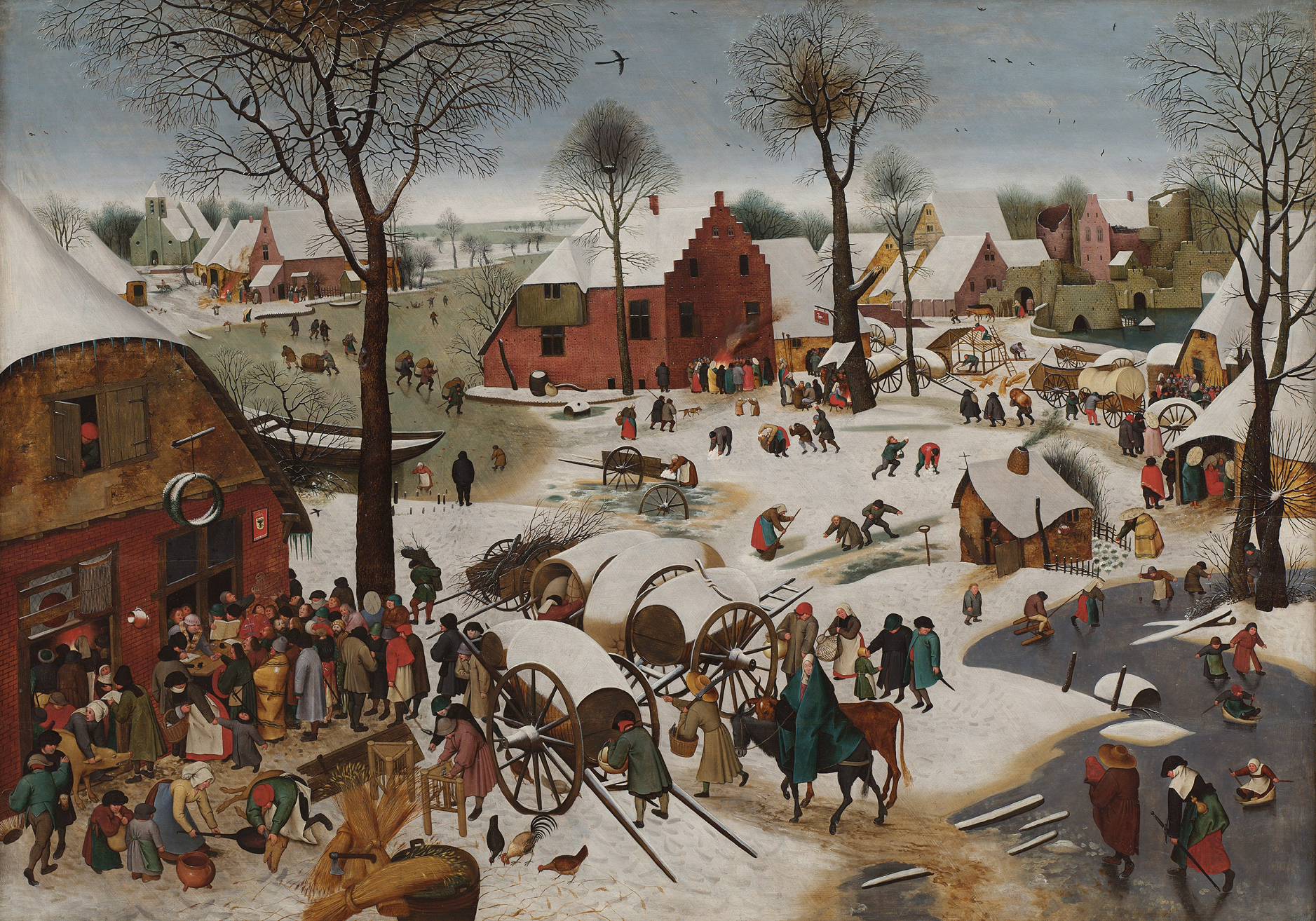
Versie uit het Bonnefantenmuseum, Maastricht
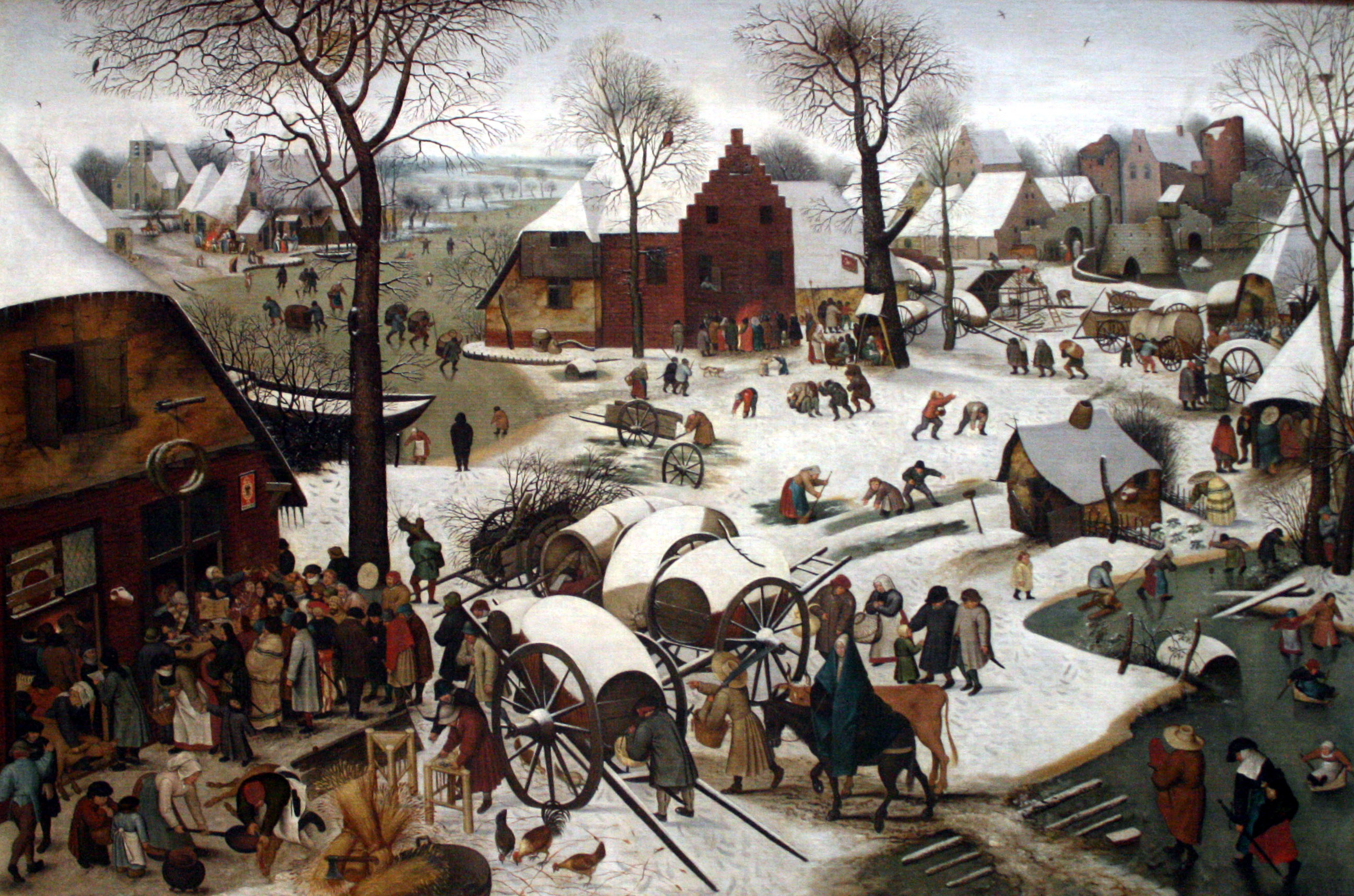
Versie Museum voor Schone Kunsten, Rijsel
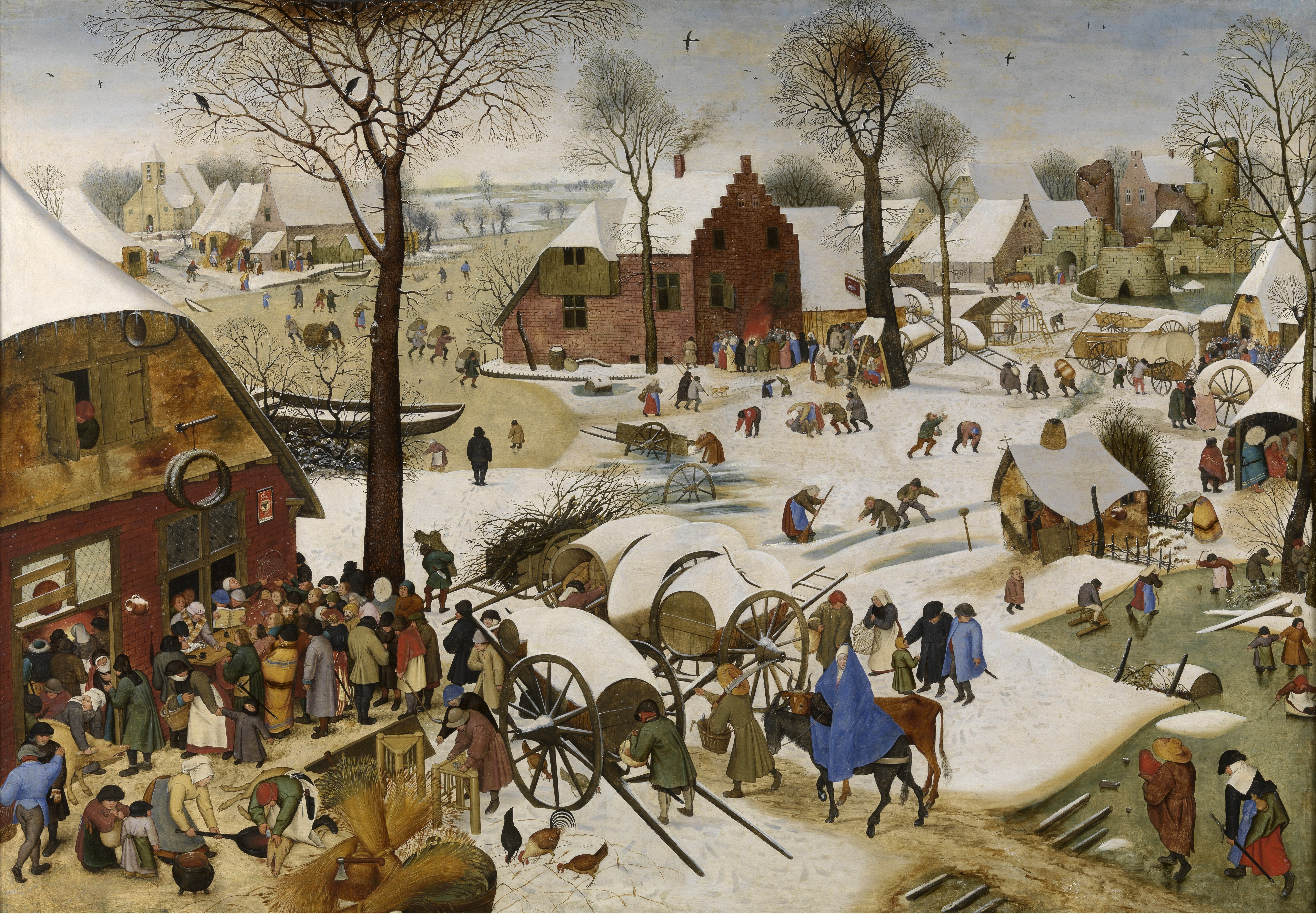
Versie Koninklijk Museum voor Schone Kunsten , Antwerpen